# Lajos Látó
Lajos Látó (* 30. November 1931) ist ein ehemaliger ungarischer Radrennfahrer und nationaler Meister im Radsport.

## Sportliche Laufbahn
Látó war Teilnehmer der Olympischen Sommerspiele 1952 in Helsinki. Beim Sieg von André Noyelle im olympischen Straßenrennen schied er aus. Die ungarische Mannschaft kam nicht in die Mannschaftswertung. Er startete für den Verein MTK Budapest.